# میرزا محمد داوری
داوری شیرازی یا میرزا محمد داوری (زاده ۱۲۳۸ شیراز - درگذشته ۱۲۸۳ شیراز) از خوشنویسان و شاعران قرن سیزدهم هجری بود. او در حکمت، انواع شعر، ادبیات، نقاشی، و خطوط نستعلیق و شکسته ماهر و استاد بود. و «داوری» تخلص می‌کرد.
داوری شیرازی فرزند سوم میرزا کوچک وصال شیرازی است در ۱۲۳۸ در شیراز متولد و در ۱۲۸۴ وفات کرده‌است. دیوان داوری شیرازی از آن اوست.
او چهارمین فرزند وصال بود که در سال ۱۲۳۸ در شیراز متولد شد. داوری به سال ۱۲۸۳ در شیراز درگذشت و در جوار پدر در بقعه شاه چراغ به‌خاک سپرده شد.
افزون بر پدر، پنج برادر او نیز از خوشنویسان و شاعران صاحب‌نام سده سیزدهم هجری هستند. میرزا محمد داوری در خوشنویسی خط نستعلیق و شکسته صاحب‌نام شده‌است.